# La Ronde (Deux-Sèvres)
Pour les articles homonymes, voir La Ronde.
La Ronde (en poitevin La Rinde) est une ancienne commune française située dans le département des Deux-Sèvres et la région Nouvelle-Aquitaine. Elle est associée à la commune de La Forêt-sur-Sèvre depuis 1973.

## Géographie
La Ronde est située à environ 14 km au sud-ouest de Bressuire. Le ruisseau de l'Ivronnière coule au sud-ouest du village.

## Toponymie
Ce village est mentionné sous le nom de Rotonda en 1300 ; son église est mentionnée en tant que Notre-Dame de la Ronde vers 1478.

## Histoire
Le 1er janvier 1973, la commune de La Ronde est rattachée à celle de La Forêt-sur-Sèvre sous le régime de la fusion-association.

## Administration
De par son statut de commune associée, ce village a un maire délégué.
| Période                                  | Période  | Identité     | Étiquette | Qualité        |
| ---------------------------------------- | -------- | ------------ | --------- | -------------- |
|                                          | En cours | Yvon Abelard |           | Gérant de GAEC |
| Les données manquantes sont à compléter. |          |              |           |                |

## Démographie
| 1793 | 1800 | 1806 | 1821 | 1831 | 1836 | 1841 | 1846 | 1851 |
| ---- | ---- | ---- | ---- | ---- | ---- | ---- | ---- | ---- |
| 730  | 389  | 664  | 771  | 751  | 790  | 753  | 773  | 733  |

| 1856 | 1861 | 1866 | 1872 | 1876 | 1881 | 1886 | 1891 | 1896 |
| ---- | ---- | ---- | ---- | ---- | ---- | ---- | ---- | ---- |
| 751  | 744  | 764  | 800  | 811  | 843  | 873  | 843  | 894  |

| 1901 | 1906 | 1911 | 1921 | 1926 | 1931 | 1936 | 1946 | 1954 |
| ---- | ---- | ---- | ---- | ---- | ---- | ---- | ---- | ---- |
| 867  | 868  | 871  | 817  | 751  | 723  | 737  | 689  | 655  |

| 1962 | 1968 | - | - | - | - | - | - | - |
| ---- | ---- | - | - | - | - | - | - | - |
| 617  | 631  | - | - | - | - | - | - | - |

## Lieux et monuments
- Église Notre-Dame
- Cimetière